# ケント・モリ
ケント・モリ（Kento Mori、1985年3月3日 - ）は、日本のダンサー、アーティスト、振付師。愛知県北名古屋市出身。

## 略歴
英会話教室の講師をしていた母親の影響で幼い頃からマイケル・ジャクソンが大好きになり、マイケル・ジャクソンが亡くなる以前のインタビューでも、「夢は?」という問いに「マイケル・ジャクソンと仕事をすること」と答えていた。
東京理科大学進学後、ロサンゼルスでダンスを学ぶツアーに参加してから世界への思いが強くなり、2006年、「背水の陣で臨みたい」と大学を中退して21歳の時に単身渡米。マドンナやクリス・ブラウン、チャカ・カーンらトップアーティストの専属ダンサーをつとめるなどアメリカを拠点に活動。2008年、アーティストビザを取得し、マドンナのワールドツアー「Sticky & Sweet」の専属ダンサーに抜擢され、世界中でパフォーマンスを行う。
2009年、マイケル・ジャクソンの「THIS IS IT」のオーディションに日本人ダンサーとして唯一合格するも、マドンナの専属ダンサー契約期間中であったため自ら辞退する。しかしマイケルの急逝後、マドンナのロンドンO2アリーナ公演でマドンナ本人の指名によって追悼パフォーマンスを披露したことで注目を浴びた。
2010年、ダンサーとしてアメリカに永住権を取得。2010年から2013年まではクリス・ブラウンの専属ダンサー、2014年はマイケル・ジャクソンの未発表曲収録アルバム『Xscape（エクスケープ）』のアワードショーやミュージックビデオの専属ダンサー、2014年から2015年はアッシャーのワールドツアー「The UR Experience Tour 2014-2015」に専属ダンサーとして参加。同時に日本へも活動の場を広げ、SMAPや加藤ミリヤらアーティストや宝塚歌劇団への振付、千原ジュニアのお笑いライブ演出・共演、宝くじやTOYOTAのCM振付・演出など様々なジャンルを手掛ける。
2015年には、自身初となる映像作品集DVD『1（いち）』がSONY MUSIC INTERNATIONAL JAPANより発売された。
2016年、奄美大島観光大使に任命される。
2020年3月3日よりAR Artist “KENTO”としての活動を開始。音楽とAR技術を掛け合わせたパフォーマンスを披露する第1弾シングル「IM BACK」を配信した。

## 作品
| リリース日    | タイトル            |
| ------------- | ------------------- |
| 2020年3月3日  | IM BACK             |
| 2020年3月13日 | Dragon Fly          |
| 2020年3月20日 | Life                |
| 2020年3月27日 | Ninja               |
| 2020年4月3日  | Yen Yen             |
| 2020年4月10日 | Shogun              |
| 2020年4月17日 | Sunshine            |
| 2020年4月24日 | Power to the People |
| 2020年5月1日  | Reborn              |
| 2020年5月8日  | Kiss Me             |
| 2020年6月26日 | Step into the Moon  |

## 出演

### ツアー
- マドンナ「Sticky ＆ Sweet  World Tour」（2008年 - 2009年）[6]
- 「TRIBUTE TO MICHAEL JACKSON, KING OF POP THE SHOW」（2009年）
- チャカ・カーン「World Tour」（2010年）
- クリス・ブラウン
  - 「F.A.M.E World Tour」（2010年 - 2011年）
  - 「CARPE DIEM World Tour」2012年 - 2013年）
- アッシャー「The UR Experience World Tour」（2014年 - 2015年）[6][7]

### ステージ（演出・振り付け）
- 東京ガールズコレクション 秋・冬（2010年）
- VOGUE FASHION'S NIGHT OUT
- MICHAEL JACKSON TRIBUTE LIVE（2011年12月13日 - 14日）[12]
- KENTO MORI 1st DANCE LIVE（2012年3月24日・25日、恵比寿・ザ・ガーデン・ホール）
- BEAT CONNECTION 2013（2013年01月27日、横浜アリーナ）
- 東京フィルハーモニーオーケストラコンサート（2013年3月2日、東京芸術劇場）[13]
- 伊勢神宮 奉納の舞（2013年8月1日）
- 松井珠理奈（SKE48）「プラスチックの唇」LIVEパフォーマンス（2013年8月24日、東京ドーム）
- AKB48 2013 真夏のドームツアー / 篠田麻里子卒業公演「プラスチックの唇」スペシャルステージ出演（2013年7月20・21日）
- 宝塚歌劇団100周年記念作品 花組 蘭寿とむ主演「TAKARAZUKA ∞ 夢眩」（2014年2月7日 - 3月17日）
- 千原ジュニア40歳LIVE「千原ジュニア×□」（2014年3月30日、両国国技館）
- ミュージカル「ifi（イフアイ）」（2014年9月5日 - 9月21日、青山劇場 / 9月26日 - 9月28日、梅田芸術劇場） - 振り付け・演出[13]
- 山口県宇部市渡辺翁記念会館開館80周年記念事業 「KENTOMORIチャリティーライブ」（2017年7月2日、宇部市渡辺翁記念会館）
- 山口県宇部市100周年記念「ナンバオンド」（2019年）

### ミュージック・ビデオ
振付
- girl next door「Freedom」（2010年）
- CROSS GENE
  - La-Di Da-Di（2012年）
  - Shooting Star（2013年）
  - Keep on Dancing（2013年）
  - BILLION DOLLA（2014年9月10日） - CROSS GENE初主演映画『ZEDD』

- 山下智久「怪・セラ・セラ」（2013年）
- SMAP「Joy!!」（2013年）
- イカ大王（塚地武雅）「イカ大王体操第2」（2015年9月23日）
- ザ・チェインスモーカーズ & コールドプレイ「サムシング・ジャスト・ライク・ディス」（2017年）

出演
- タイラ・ビー「Givin' Me a Rush」（2007年）
- ビクター・デュプレ「Make a Baby」（2008年）
- マドンナ「Celebration」（2009年）
- クリス・ブラウン
  - 「I can Transform ya」（2009年）
  - 「Yeah 3X」（2010年）
  - 「Look At Me Now ft. Lil Wayne,Busta Rhymes」（2011年）
  - 「She Ain't You」（2011年）
  - 「Sweat Love」（2012年）
  - 「Fine China」（2013年）

- 加藤ミリヤ「SENSATION」（2010年）
- トニー・ブラクストン「Make my Heart」（2010年）
- ニーヨ「BEAUTIFUL MONSTER」（2010年）
- アリーシャ・ディクソン「Drummer Boy」（2010年）
- キャシディ「Drumma Bass」（2010年）
- デヴィッド・ゲッタ「I Can Only Imagine feat. Chris Brown, Lil Wayne」（2012年）
- シアラ「Got Me Good」（2012年）
- ケツメイシ「月と太陽」（2013年） - 振付、出演
- Pop N Taco & Kento Mori「I can make you dance」（2013年）
- ニック・キャノン「Looking for a Dream」（2014年）
- マイケル・ジャクソン「Love Never Felt So Good」（2014年）
- アッシャー「She Came to Give it to You ft. Nicki Minaj」（2014年）
- ゆず「タッタ」（2017年） - 振付、出演

### Award出演
クリス・ブラウン
- MTV Video Music Award 2011
- BET Awards 2011
- American Music Awards 2011
- GRAMMY AWARD 2012
- Billboard Award 2012
- BET Awards 2012
- Billboard Award 2013
- BET Awards 2013

マイケル・ジャクソン
- iHeart Radio Awards 2014
- Billboard Award 2014

アッシャー
- iHeart Radio Awards 2014
- BET Awards 2014

### その他出演
ニーヨ
- So You Think You Can Dance2010
- Dancing with the Stars2010
- America's Got Talent2012
- NBA ALL STAR 2013

クリス・ブラウン
- Today's Show 2011
- Dancing with the Stars2011
- Saturday Night Live2011
- Good Morning America2011
- BET 106 Park2011
- Hot 97 Summer JamXX 2011
- Chris Brown Australia Tour 2012 Short Documentary
- Today's Show 2012
- Dancing with the Stars2012
- NBA ALL STAR 2012
- Hot 97 Summer JamXX 2013
- Power 106 Summer Jam 2013

コットンマウス・キングス
- Pakelika Tribute Event

アッシャー
- The Voice (NBC) 2014

### CM・広告
- PARCO
  - 2012冬のグランバザール（2012年） - CM、グラフィック
  - 「LOVE HUMAN」（2012年） - 新聞、グラフィック、CM
- 宝くじ ブランド広告（2012年） - TVCM
- JSDA（2012年） - CM、グラフィック
- SONY「Dance Station （ダンスステーション）液晶画面付きCD／DVDプレーヤー」（2014年）
- TOYOTA「カローラ」（2014）
- クラシエホームプロダクツ「ナイーブ」（2017年） - ダンス振付[20]

### 特別審査員
- 「閃光ライオット2014」ダンスステージ（2014年8月31日）

### 解説
- MICHAEL JACKSON'S VISION（2010年）

### 著書
- Dream & Love（2010年6月25日、扶桑社）[8]

### DVD
- 1（2015年4月22日） - 初の映像作品集[7]